# Camilla Sparv
Camilla Sparv (* 3. Juni 1943 in Stockholm) ist eine schwedische Schauspielerin.

## Leben und Karriere
Ihr Filmdebüt hatte sie 1965 in der Fernsehserie Gauner gegen Gauner als Helena. In der weiteren Folge wirkte sie als Filmschauspielerin in vielen schwedischen und hauptsächlich internationalen Film- und Fernsehproduktionen mit. 1967 erhielt sie den Golden Globe Award in der Kategorie Beste Nachwuchsdarstellerin für ihre Rolle als Inger Knudson in dem amerikanischen Film Immer wenn er Dollars roch. Weitere bekannte Auftritte hatte sie 1966 in Die Mörder stehen Schlange sowie in Immer Ärger mit den Engeln. 1969 in dem Film Mackenna’s Gold als Inga Bergman und in Schussfahrt als Carole Stahl in einem gemeinsamen Auftritt mit Robert Redford. In den bekannten Fernsehserien wie Detektiv Rockford – Anruf genügt, Hawaii Fünf-Null, Simon & Simon, Automan – Der Superdetektiv, Airwolf und America 3000 spielte sie ebenfalls mit.
Nach der gescheiterten ersten Ehe des amerikanischen Filmproduzenten Robert Evans war Sparv mit ihm von 1963 bis 1965 verheiratet. Diese Ehe blieb kinderlos. Mit ihrem zweiten Ehemann Herbert William Hoover III, mit dem sie von 1969 bis 1979 verheiratet war, hat Sparv zwei Kinder. Seit Juni 1994 ist sie in dritter Ehe mit Fred Kolber verheiratet.

## Filmografie (Auswahl)
- 1965: Gauner gegen Gauner (The Rogues, Fernsehserie)
- 1966: Immer Ärger mit den Engeln (The Trouble with Angels)
- 1966: Immer wenn er Dollars roch (Dead Heat on a Merry-Go-Round)
- 1966: Die Mörder stehen Schlange (Murderers’ Row)
- 1967: Geheimauftrag K (Assignment K)
- 1968: Der Haftbefehl (Nobody Runs Forever)
- 1969: Mackenna’s Gold
- 1969: Schußfahrt (Downhill Racer)
- 1975: Die Zwei mit dem Dreh (Switch, Fernsehserie)
- 1976: Detektiv Rockford – Anruf genügt (The Rockford Files, Fernsehserie)
- 1977: Hawaii Fünf-Null (Hawaii Five-O, Fernsehserie)
- 1977: Hunter (Fernsehserie)
- 1978: Der große Grieche (The Greek Tycoon)
- 1979: Attentäter und Hintermänner – auch Philadelphia Clan oder Die Unschuld der Mörder (Winter Kills)
- 1980: Der Schatz von Caboblanco (Caboblanco)
- 1980: Die Schnüffler (Tenspeed and Brown Shoe, Fernsehserie)
- 1980: Barnaby Jones (Fernsehserie)
- 1981: Love Boat (The Love Boat, Fernsehserie)
- 1981: Das Tal der Puppen (Jacqueline Susann’s Valley of the Dolls)
- 1982: Today’s FBI (Fernsehserie)
- 1982: Fantasy Island
- 1982: Massarati and the Brain
- 1983: 1994 – Nur die Starken überleben (Survival Zone)
- 1983: Simon & Simon (Fernsehserie)
- 1983: Automan – Der Superdetektiv (Automan)
- 1984: Airwolf (Fernsehserie)
- 1986: America 3000
- 1993: Blöd und blöder (The Naked Truth)